# Весела хата
«Весела хата» — український комедійний телесеріал, який транслювався каналом 1+1 з 19 лютого 2006 року. Виробництво телевізійної мережі «УНІКА-ТВ» у 2006 році.

## Сюжет
Головний сюжет серіалу розгортається у придорожньому кафе «Весела хатина», власниками якого є Микола Веселенко і його дружина Галя.
Кафе «Весела хатина» знаходиться на території України в прикордонній зоні, на перетині України, Білорусі та Польщі. Завдяки цьому воно ніколи не є порожнім.
У «Веселій хаті» завжди повно відвідувачів, як випадкових, так і постійних. Це — водії рейсових автобусів, далекобійники, контрабандисти і прикордонники, податкові інспектори, випадкові подорожні, співробітники «канадських оптових компаній».
Життя в кафе незмінно повне сюрпризів і несподіванок, а атмосфера «Веселої хатини» повністю відповідає його назві.

## У ролях
- Віктор Андрієнко — Микола Веселенко
- Анна Александрович — Галина Веселенко
- Антоніна Вінник — Христина Веселенко
- Василь Бендас — Вася, Василина
- Ігор Тимошенко — Жора
- Микола Луценко — Чиглюк
- Антон Колесніков — син Чиглюка